# Gempolkurung
Gempolkurung is een bestuurslaag in het regentschap Gresik van de provincie Oost-Java, Indonesië. Gempolkurung telt 6862 inwoners (volkstelling 2010).